# The Anatomy of Melancholy (album)
The Anatomy of Melancholy è album dal vivo del gruppo musicale britannico Paradise Lost, pubblicato nel 2008 dalla Century Media.

## Tracce

### CD1
1. Intro - 01:00
2. The Enemy - 03:50
3. Grey - 03:48
4. Erased - 04:09
5. Red Shift - 03:36
6. So Much Is Lost - 04:33
7. Sweetness - 04:52
8. Praise Lamented Shade - 04:05
9. Pity the Sadness - 05:33
10. Forever Failure - 04:42
11. Once Solemn - 03:28
12. As I Die - 04:01

### CD2
1. Embers Fire - 05:31
2. Mouth - 03:47
3. No Celebration - 03:54
4. Eternal - 04:17
5. True Belief - 04:47
6. One Second - 03:43
7. The Last Time - 04:22
8. Gothic - 05:44
9. Say Just Words - 04:36

## Formazione
- Nick Holmes - voce
- Gregor Mackintosh - chitarra
- Aaron Aedy - chitarra
- Stephen Edmondson - basso
- Jeff Singer - batteria